# Karlshamn (stad)
Karlshamn (Nederlands: Karelshaven) is de hoofdstad van de gemeente Karlshamn in het landschap Blekinge en de provincie Blekinge län in Zweden. De stad heeft 18768 inwoners (2005) en een oppervlakte van 1344 hectare.
Nabij Karlshamn staat de 335 meter hoge Gungvalamast, een zendmast die wordt gebruikt voor FM- en televisie-uitzendingen en die tot de vier hoogste bouwwerken van Zweden behoort.

## Verkeer en vervoer
Bij de plaats lopen de E22 en Riksväg 29.

## Geboren
- Alice Tegnér (1864), componist en organist
- Emma Igelström (1980), zwemster
- Fanny Sunesson (onbekend), golfcaddie